# Río Cauto
Río Cauto è un comune di Cuba, situato nella provincia di Granma.